# Aalsmeerderbrug
Aalsmeerderbrug est un hameau d'environ 500 habitants (2004) situé dans la commune néerlandaise d'Haarlemmermeer, en province de Hollande-Septentrionale.
Aalsmeerderbrug se trouve dans l'est de la commune, au sud-est de l'aéroport d'Amsterdam-Schiphol, le long du Ringvaart, en face d'Aalsmeer. Son nom vient du village en face, et signifie Pont d'Aalsmeer.